# Gemeentelijke herindelingsverkiezingen in Nederland 1950
Gemeentelijke herindelingsverkiezingen in Nederland 1950 geeft informatie over tussentijdse verkiezingen voor een gemeenteraad in Nederland die gehouden werden in 1950.
De verkiezingen werden gehouden in twee gemeenten die betrokken waren bij een herindelingsoperatie die werd doorgevoerd op 1 oktober 1950.

## Verkiezingen op 9 september 1950
- de gemeenten De Werken en Sleeuwijk en Werkendam: samenvoeging tot een nieuwe gemeente Werkendam.[1]

Door deze herindeling daalde het aantal gemeenten in Nederland per 1 oktober 1950 van 1014 naar 1013.